# Jonatan Maidana
Jonatan Ramón Maidana (Adrogué, 29 de julho de 1985) é um ex-futebolista argentino que atuava como zagueiro.

## Clubes

### Los Andes
Maidana foi revelado pelo Los Andes em 2004.

### Boca Juniors
Fez a sua estreia pelo Boca Juniors em um confronto com o São Paulo Futebol Clube, pela Recopa Sul-Americana de 2006. Naquela oportunidade, atuou apenas 10 minutos.

### Metalist Kharkiv
Em agosto de 2008, se transferiu para o Metalist Kharkiv, da Ucrânia. No clube ucraniano ele jogou 49 partidas.

### Banfield
Em 2010 ele retornou ao seu país natal para atuar pelo campeão do futebol argentino da época, Banfield, onde ele fez um grande torneio, mas ao fim de seu empréstimo retornou ao Metalist Kharkiv.

### River Plate
Após o Banfield não ter exercido o direito de compra, o River Plate pagou € 1,20 milhões ao Metalist Kharkiv por Maidana ainda no fim 2010.

## Estatísticas
Até 20 de maio de 2016.

### Clubes
| Clube             | Temporada         | Campeonato nacional | Campeonato nacional | Campeonato nacional | Copa nacional[a] | Copa nacional[a] | Copa nacional[a] | Competições continentais[b] | Competições continentais[b] | Competições continentais[b] | Outros torneios[c] | Outros torneios[c] | Outros torneios[c] | Total | Total | Total   |
| Clube             | Temporada         | Jogos               | Gols                | Assist.             | Jogos            | Gols             | Assist.          | Jogos                       | Gols                        | Assist.                     | Jogos              | Gols               | Assist.            | Jogos | Gols  | Assist. |
| ----------------- | ----------------- | ------------------- | ------------------- | ------------------- | ---------------- | ---------------- | ---------------- | --------------------------- | --------------------------- | --------------------------- | ------------------ | ------------------ | ------------------ | ----- | ----- | ------- |
| Los Andes         | 2004–05           | 37                  | 3                   | 0                   | —                | —                | —                | —                           | —                           | —                           | —                  | —                  | —                  | 37    | 3     | 0       |
| Los Andes         | Total             | 37                  | 3                   | 0                   | 0                | 0                | 0                | 0                           | 0                           | 0                           | 0                  | 0                  | 0                  | 37    | 3     | 0       |
| Boca Juniors      | 2005–06           | 0                   | 0                   | 0                   | —                | —                | —                | 0                           | 0                           | 0                           | —                  | —                  | —                  | 0     | 0     | 0       |
| Boca Juniors      | 2006–07           | 16                  | 0                   | 0                   | —                | —                | —                | 7                           | 1                           | 0                           | —                  | —                  | —                  | 23    | 1     | 0       |
| Boca Juniors      | 2007–08           | 28                  | 0                   | 0                   | —                | —                | —                | 15                          | 0                           | 0                           | —                  | —                  | —                  | 43    | 0     | 0       |
| Boca Juniors      | Total             | 44                  | 0                   | 0                   | 0                | 0                | 0                | 22                          | 1                           | 0                           | 0                  | 0                  | 0                  | 66    | 1     | 0       |
| Metalist Kharkiv  | 2008–09           | 20                  | 0                   | 0                   | 0                | 0                | 0                | 10                          | 0                           | 0                           | —                  | —                  | —                  | 30    | 0     | 0       |
| Metalist Kharkiv  | 2009–10           | 14                  | 0                   | 0                   | 1                | 0                | 0                | 4                           | 0                           | 1                           | —                  | —                  | —                  | 19    | 0     | 1       |
| Metalist Kharkiv  | Total             | 34                  | 0                   | 0                   | 1                | 0                | 0                | 14                          | 0                           | 1                           | 0                  | 0                  | 0                  | 49    | 0     | 1       |
| Banfield          | 2009–10           | 13                  | 0                   | 0                   | —                | —                | —                | 8                           | 0                           | 0                           | —                  | —                  | —                  | 21    | 0     | 0       |
| Banfield          | Total             | 13                  | 0                   | 0                   | 0                | 0                | 0                | 8                           | 0                           | 0                           | 0                  | 0                  | 0                  | 21    | 0     | 0       |
| River Plate       | 2010–11           | 36                  | 3                   | 1                   | —                | —                | —                | —                           | —                           | —                           | —                  | —                  | —                  | 36    | 3     | 1       |
| River Plate       | 2011–12           | 36                  | 0                   | 0                   | 0                | 0                | 0                | —                           | —                           | —                           | —                  | —                  | —                  | 36    | 0     | 0       |
| River Plate       | 2012–13           | 14                  | 0                   | 1                   | 0                | 0                | 0                | —                           | —                           | —                           | —                  | —                  | —                  | 14    | 0     | 1       |
| River Plate       | 2013–14           | 28                  | 0                   | 1                   | 1                | 0                | 0                | 5                           | 1                           | 0                           | —                  | —                  | —                  | 34    | 1     | 1       |
| River Plate       | 2014              | 15                  | 0                   | 0                   | 1                | 0                | 0                | 4                           | 0                           | 0                           | —                  | —                  | —                  | 20    | 0     | 0       |
| River Plate       | 2015              | 16                  | 0                   | 0                   | 1                | 0                | 0                | 22                          | 1                           | 1                           | 5                  | 0                  | 0                  | 44    | 1     | 1       |
| River Plate       | 2016              | 11                  | 0                   | 0                   | 0                | 0                | 0                | 4                           | 0                           | 0                           | 2                  | 0                  | 0                  | 17    | 0     | 0       |
| River Plate       | Total             | 156                 | 3                   | 3                   | 3                | 0                | 0                | 35                          | 2                           | 1                           | 7                  | 0                  | 0                  | 201   | 5     | 4       |
| Total na carreira | Total na carreira | 284                 | 6                   | 3                   | 4                | 0                | 0                | 79                          | 3                           | 2                           | 7                  | 0                  | 0                  | 374   | 9     | 5       |

- a. ^ Jogos da Copa da Ucrânia e Copa Argentina
- b. ^ Jogos da Copa Sul-Americana e Copa Libertadores da América
- c. ^ Jogos da Supercopa Euroamericana, Supercopa Argentina, Copa do Mundo de Clubes da FIFA, Copa Suruga Bank, Copa Ciudad de Mar del Plata e Copa Luis B. Nofal

### Seleção Argentina
Abaixo estão listados todos jogos e gols do futebolista pela Seleção Argentina, desde as categorias de base. Abaixo da tabela, clique em expandir para ver a lista detalhada dos jogos de acordo com a categoria selecionada.
Sub-20
| Ano   |       |      |         |       |
| Ano   | Jogos | Gols | Assist. | Média |
| ----- | ----- | ---- | ------- | ----- |
| 2005  | 2     | 1    | 0       | 0,5   |
| Total | 2     | 1    | 0       | 0,5   |

Seleção principal

| Ano   |       |      |         |       |
| Ano   | Jogos | Gols | Assist. | Média |
| ----- | ----- | ---- | ------- | ----- |
| 2011  | 2     | 0    | 0       | 0     |
| 2016  | 2     | 0    | 0       | 0     |
| 2017  | 1     | 0    | 0       | 0     |
| Total | 5     | 0    | 0       | 0     |

|    | Data                | Local                                                | Resultado | Adversário | Gols | Assist. | Competição              |
| -- | ------------------- | ---------------------------------------------------- | --------- | ---------- | ---- | ------- | ----------------------- |
| 1. | 16 de março de 2011 | Estádio del Bicentenario, San Juan, Argentina        | 4–1       | Venezuela  | 0    | 0       | Amistoso                |
| 2. | 20 de abril de 2011 | Estádio José María Minella, Mar del Plata, Argentina | 2–2       | Equador    | 0    | 0       | Amistoso                |
| 3. | 27 de maio de 2016  | Estádio del Bicentenario, San Juan, Argentina        | 1–0       | Honduras   | 0    | 0       | Amistoso                |
| 4. | 14 de junho de 2016 | CenturyLink Field, Seattle, Estados Unidos           | 3–0       | Bolívia    | 0    | 0       | Copa América Centenário |
| 5. | 9 de junho de 2017  | Melbourne Cricket Ground, Melbourne, Austrália       | 1–0       | Brasil     | 0    | 0       | Amistoso                |

Seleção Argentina (total)
| Ano   |       |      |         |       |
| Ano   | Jogos | Gols | Assist. | Média |
| ----- | ----- | ---- | ------- | ----- |
| 2005  | 2     | 1    | 0       | 0,5   |
| 2011  | 2     | 0    | 0       | 0     |
| 2016  | 2     | 0    | 0       | 0     |
| 2017  | 1     | 0    | 0       | 0     |
| Total | 7     | 1    | 0       | 0,2   |

## Títulos
Boca Juniors
- Copa Estado de Israel: 2005
- Torneo Pentagonal de Verano: 2006
- Recopa Sul-Americana: 2006 e 2008
- Copa Libertadores da América: 2007

River Plate
- Copa Revancha: 2010
- Copa Desafío: 2010
- Copa Cerveza Salta: 2010
- Copa Banco Ciudad: 2011
- Copa Ciudad de Mar del Plata: 2012
- Primera B Nacional: 2012
- Copa Ciudad de Campana: 2013
- Copa BBVA Francés: 2013, 2014 e 2015
- Copa Miguel Ragone: 2013
- Copa Desafío de Invierno: 2013
- Copa Luis B. Nofal: 2014
- Copa Ciudad de La Punta: 2014
- Copa de Oro: 2014 e 2015
- Torneo Final: 2014
- Campeonato Argentino: 2014 e 2023
- Copa Sul-Americana: 2014
- Supercopa Euroamericana: 2015
- Recopa Sul-Americana : 2015 e 2016
- Copa Libertadores da América: 2015 e 2018
- Copa Suruga Bank: 2015
- Copa Argentina: 2016 e 2017
- Supercopa Argentina: 2017
- Trofeo de Campeones: 2021 e 2023